# Laleonectes vocans
Laleonectes vocans är en kräftdjursart som först beskrevs av Alphonse Milne-Edwards 1878.  Laleonectes vocans ingår i släktet Laleonectes och familjen simkrabbor. Inga underarter finns listade i Catalogue of Life.